# La Concepción (Ayotlán)
La Concepción es una localidad del estado mexicano de Jalisco. Es parte del municipio de Ayotlán.

## Toponimia
El nombre de la población hace referencia a la santa patrona de la localidad: Nuestra Señora de la Inmaculada Concepción.

## Demografía
| Gráfica de evolución demográfica |
|                                  |

| Censo | Población |
| ----- | --------- |
| 1900  | 477       |
| 1910  | 507       |
| 1921  | 389       |
| 1930  | 282       |
| 1940  | 591       |
| 1950  | 495       |
| 1960  | 949       |
| 1970  | 824       |
| 1980  | 949       |
| 1990  | 1 441     |
| 2000  | 1 599     |
| 2010  | 1 683     |
| 2020  | 1 902     |